# レインボーフラッグ (LGBT)

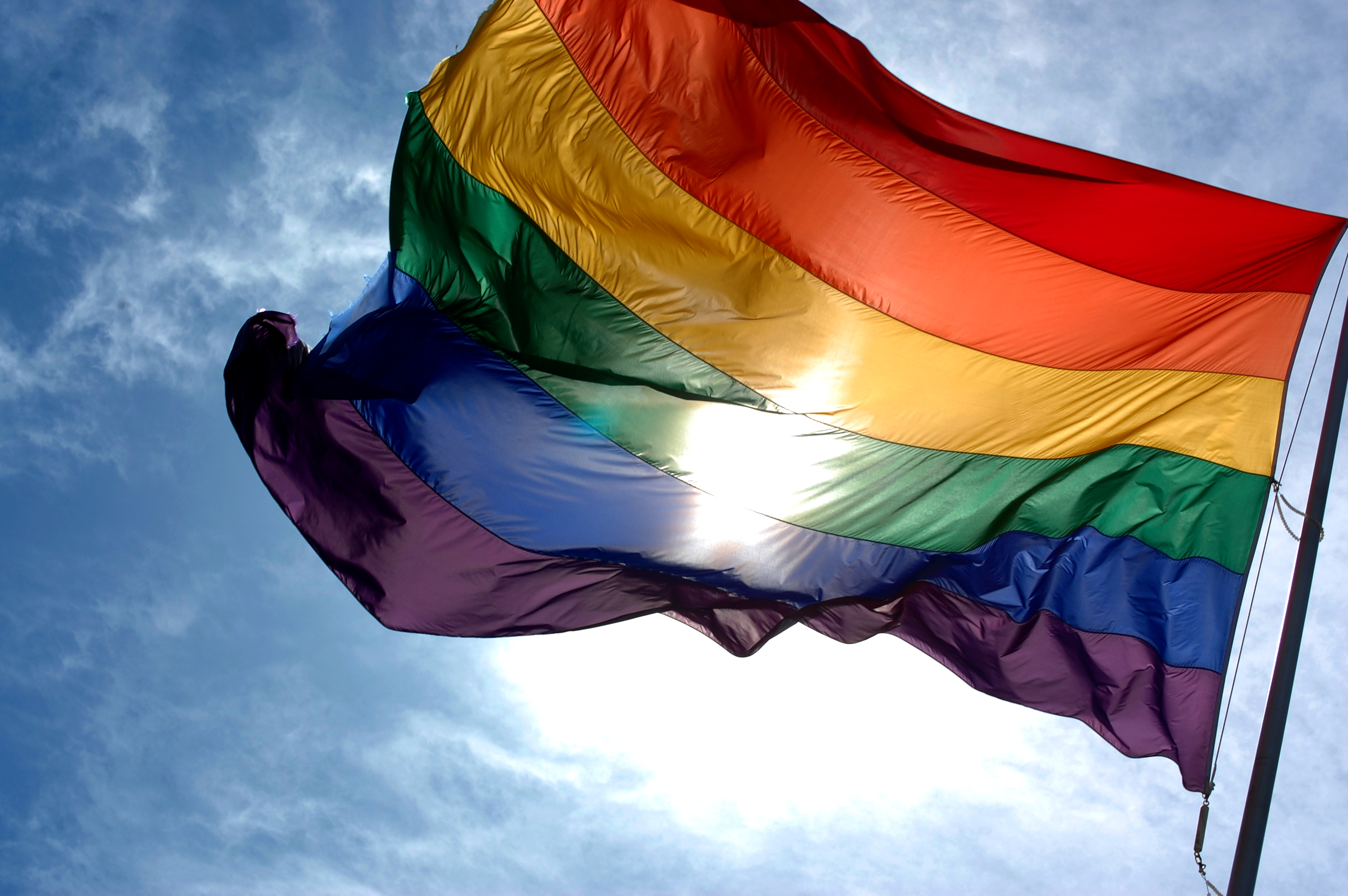
6色バージョンのレインボーフラッグは最も広く使用されたバージョンである。1978年に創作された最初のデザインにはピンクとターコイズの2色がさらに加わっていたが、製造上の理由により取り除かれた。

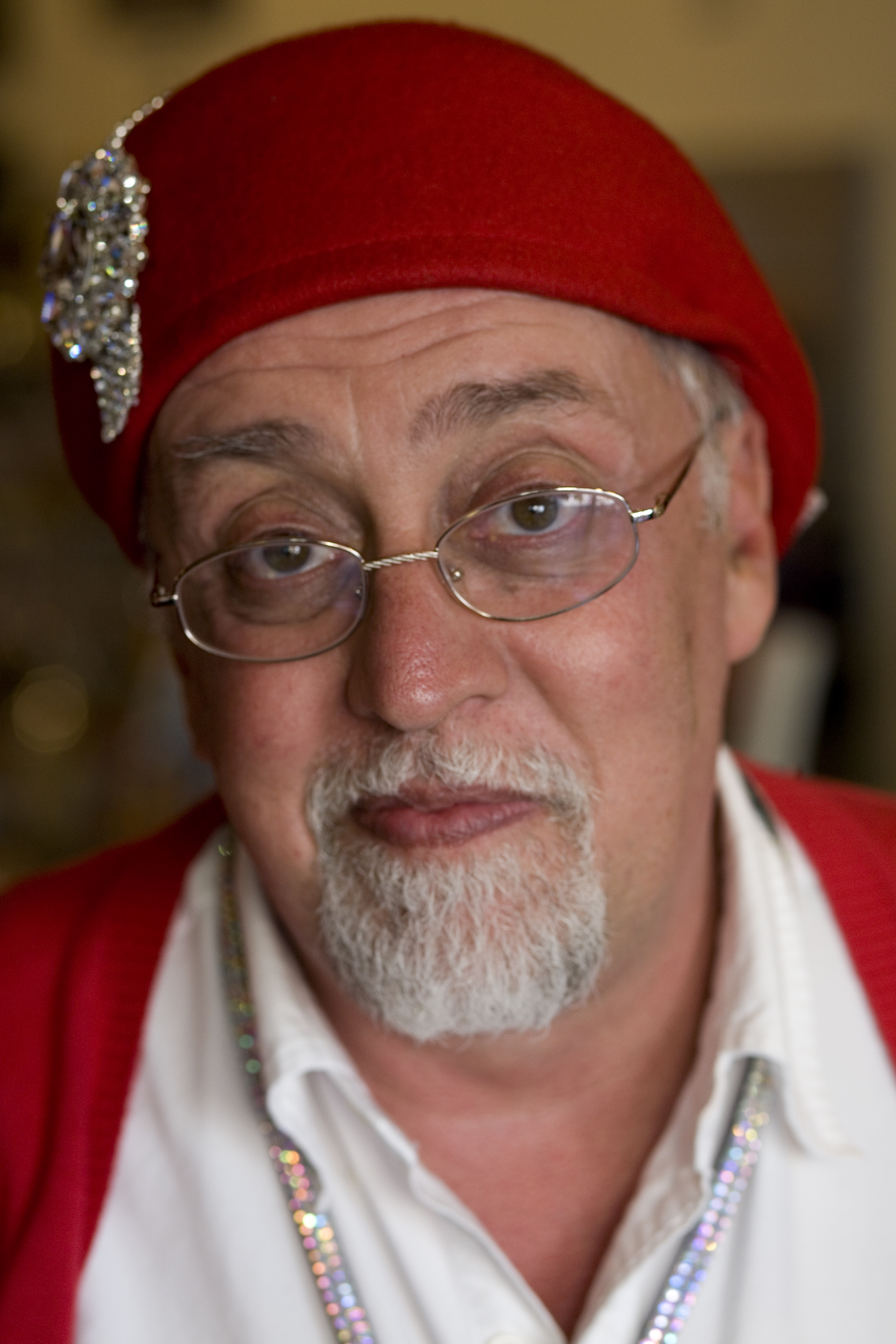
レインボーフラッグの考案者であるギルバート・ベイカー

レインボーフラッグ（直訳: 虹の旗、英語: rainbow flag, LGBT pride flag, gay pride flag）は、レズビアン、ゲイ、バイセクシャル、トランスジェンダー(LGBT)の尊厳とLGBTの社会運動を象徴する旗。1970年代から使用された。フラッグに使用された色はLGBTコミュニティの多様性を表し、LGBTの権利パレードの一種ゲイ・パレード（プライド・パレード）でしばしば見られる。
このフラッグはアメリカ合衆国カリフォルニア州に発祥を持つが、今では世界中で使用されている。1978年にサンフランシスコのアーティストギルバート・ベイカーがデザインし、最初の改良で広く調達可能な布の色への変更を行った後に数度の修正が行われた。
2024年の時点で、最も広く使用されているのは6色構成（赤、橙、黄、緑、青、紫）のものである。

## 歴史

### 1970年 - 90年代
オリジナルのフラッグはギルバート・ベイカーが手染めで制作し、1978年6月25日にサンフランシスコで行われた Gay Freedom Day Parade で使用された。
ベイカーはジュディー・ガーランドが歌った「虹の彼方に」に着想を得て提案をしたとされる。別の説では、1960年代に大学キャンパスで世界平和の運動の際に使われた "Flag of the Races" の旗に起源があるとされている。この旗は "Flag of the Human Race" とも呼ばれ、5 色（赤、黒、茶、黄、白）で構成されていた。ベイカーは同性愛活動家のアレン・ギンズバーグに影響を大きく受けて、当時のヒッピームーブメントから借りたこの旗からレインボーフラッグの着想を得たと答えている。
ベイカーは8色で構成されたこの旗の色にそれぞれの意味を込めた。
| ホットピンク |  | Sex (性)        |
| 赤           |  | Life (生命)     |
| 橙           |  | Healing (癒し)  |
| 黄           |  | Sunlight (太陽) |
| 緑           |  | Nature (自然)   |
| ターコイズ   |  | Magic (魔術)    |
| 藍           |  | Serenity (平穏) |
| 紫           |  | Spirit (精神)   |

30人のボランティアが手染めと縫製を行い、2本の旗がパレードのために完成した。
その年の11月27日に、同性愛者を公表していたサンフランシスコ市の市会議員のハーヴェイ・ミルクが暗殺され、レインボーフラッグの需要が高まった。この需要に対してベイカーの勤務先の Paramount Flag Company は手持ちの虹色の生地を使い 7 色（赤、橙、黄、緑、ターコイズ、青、紫）の旗を制作し、販売を始めた。ベイカーはピンクの生地の調達ができず、この色を省いて旗の制作枚数を増やした。Paramount Flag はまたこの時にサンフランシスコ市内の販売店にあったRainbow for Girlsの旗の余剰在庫も販売している。
1979年、サンフランシスコのマーケット・ストリートの街灯に旗を垂直に下げた際に中心の一色が柱で見えなくなるため、旗に修正が加えられた。1 色を省くことに決まり、ターコイズが外された。これにより 6 色（赤、橙、黄、緑、青、紫）のバージョンが完成した。
1989年、ウェストハリウッドにあるアパートのバルコニーにフラッグを飾ろうとした住民が大家を訴えて勝訴したことでレインボーフラッグはアメリカ国外からも注目を集めた。

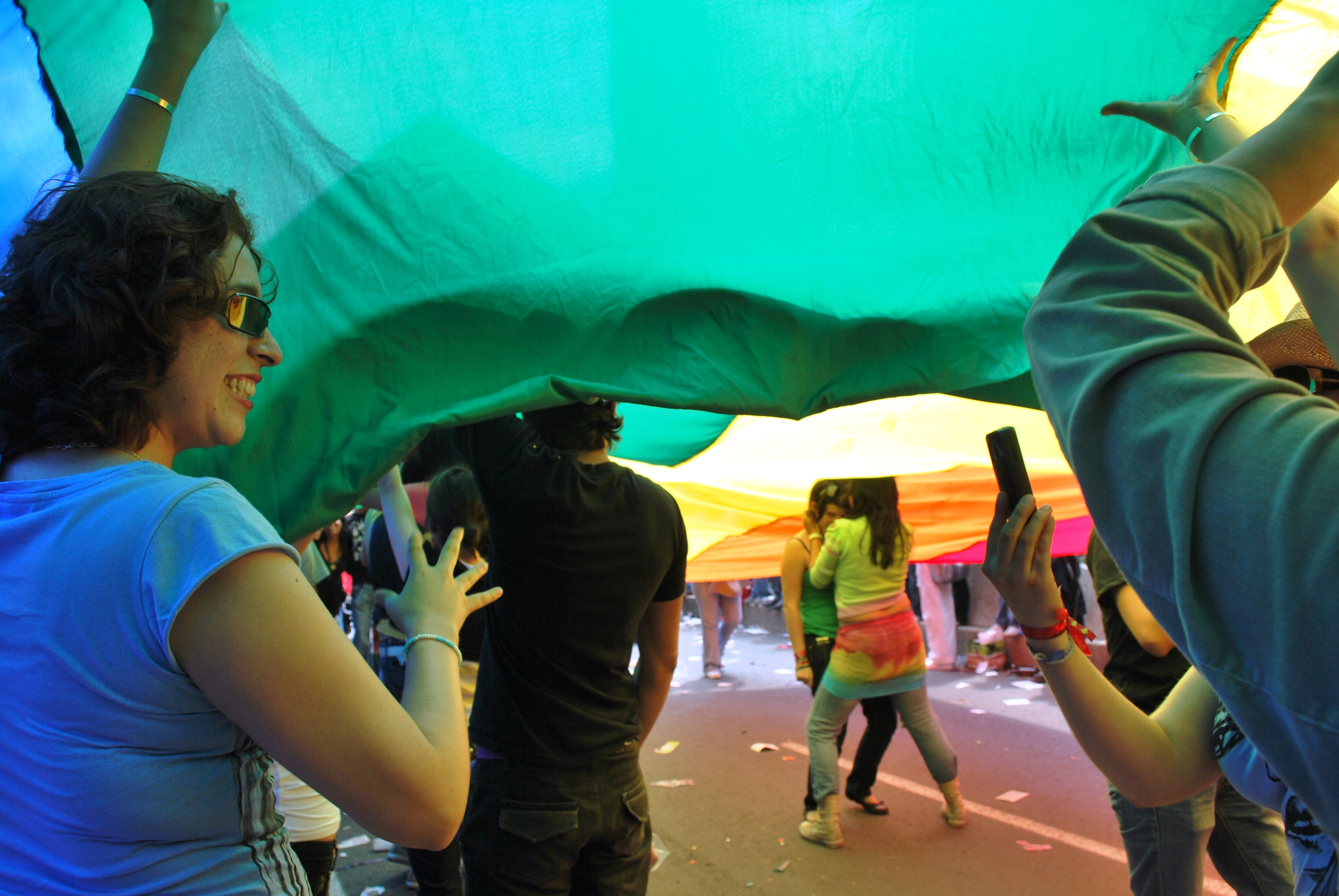
幅が 9m のフラッグ。巨大なフラッグから切り取られたものが 2009年にメキシコシティのパレードで使われた。

ストーンウォールの反乱から 25年を迎えた1994年に、ベイカーは世界最大のレインボーフラッグの制作に取り組んだ。この制作には数ヶ月がかかり、ボランティアチームが大きく関わった。フラッグは基本 6 色で制作され、幅は 9m になった。このフラッグはギネス・ワールド・レコーズで世界最大の旗として認定された。ストーンウォール記念イベントの終了後、フラッグの一部はイベントに出資した個人スポンサー達に贈られた。残りの大部分は活動家の手によって世界中のプライド・パレードや LGBT マーチへと送られ、使われた。LGBT の人々皆が旗の持つ象徴性を知っているわけではないが、今日では LGBT プライドの安全を象徴する意味を持っている。

### 2000年代

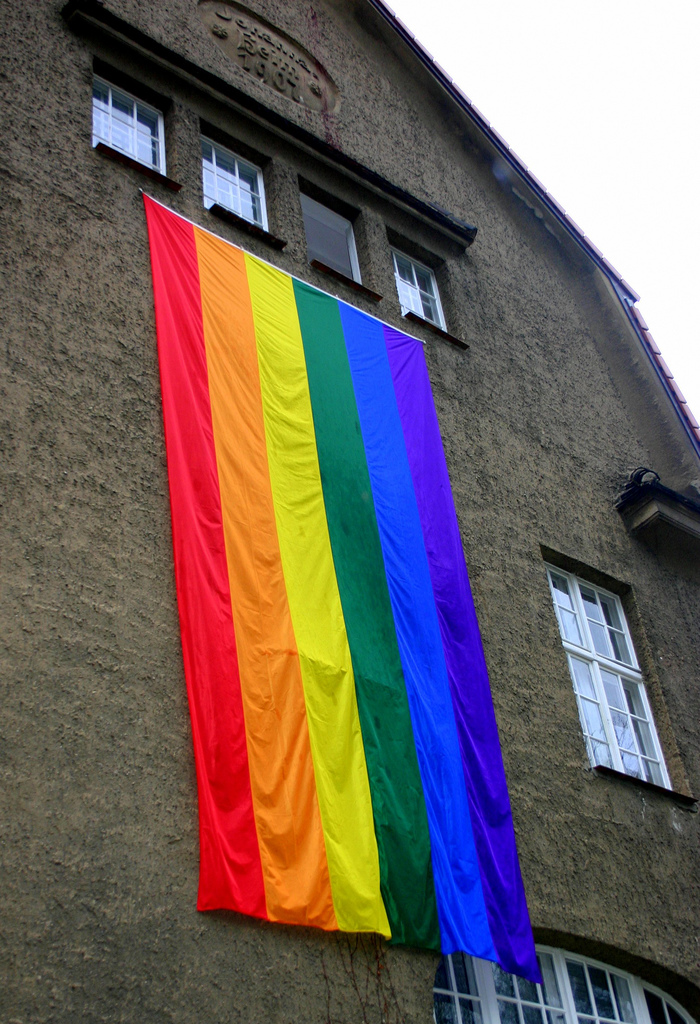
Queer Easterの時期にドイツヴェルヌヘンの Kurt Löwenstein の家にかかるレインボーフラッグ。2006年

2003年にベイカーは再び巨大なフラッグの制作を企画した。これはレインボーフラッグ自体の制作 25 周年を祝うもので、"25Rainbow Sea to Sea" と名付けられた。ベイカーとボランティアは再び制作を始めたが、この時はオリジナルの 8 色で制作され、長さは 1.25mi (2km) となり、大西洋からキーウェストを超えてメキシコ湾までを結んだ。この時の旗も切り分けられて、世界の 100 以上の都市に送られた。フラッグ 25 周年の記念で、同年6月に行われたプライド・パレードでベイカーは 8 色のフラッグを復活させ、他のデザインと同じように使ってほしいと述べた。しかしながら 8 色のフラッグはゲイコミュニティにはあまり広がらず、多くが馴染みのある 6 色を使い続けた。
2004年秋に、ロンドンのウェストミンスター区議会は区域内における様々なゲイビジネスに対して建築許可にないレインボーフラッグの取り外しを命令した。ある店舗が許可申請を行ったところ、翌年5月に設計部門委員会は委員長の採決によって却下され、ウェストミンスターの同性愛者議員やロンドン市長ケン・リヴィングストンが批判した。11月になりこの政策は撤回された。
今日では一部のLGBT個人やその支援者であるストレート・アライがレインボーフラッグを庭や門に、ステッカーなどを車に飾り、アイデンティティーの表明や支持を示すシンボルとしても使われている。

### 2010年代

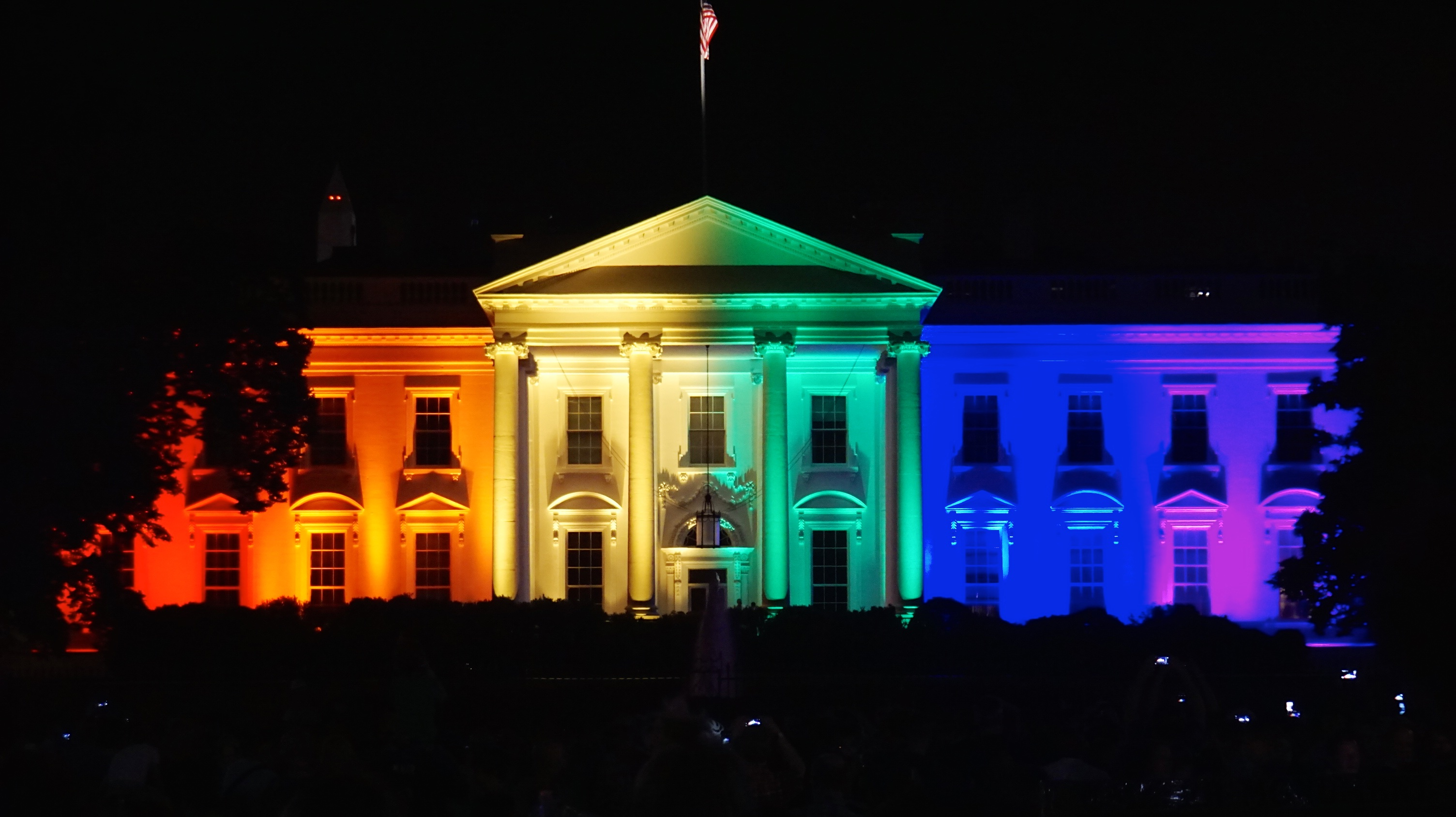
レインボーカラーでライトアップされたホワイトハウス。2015年6月

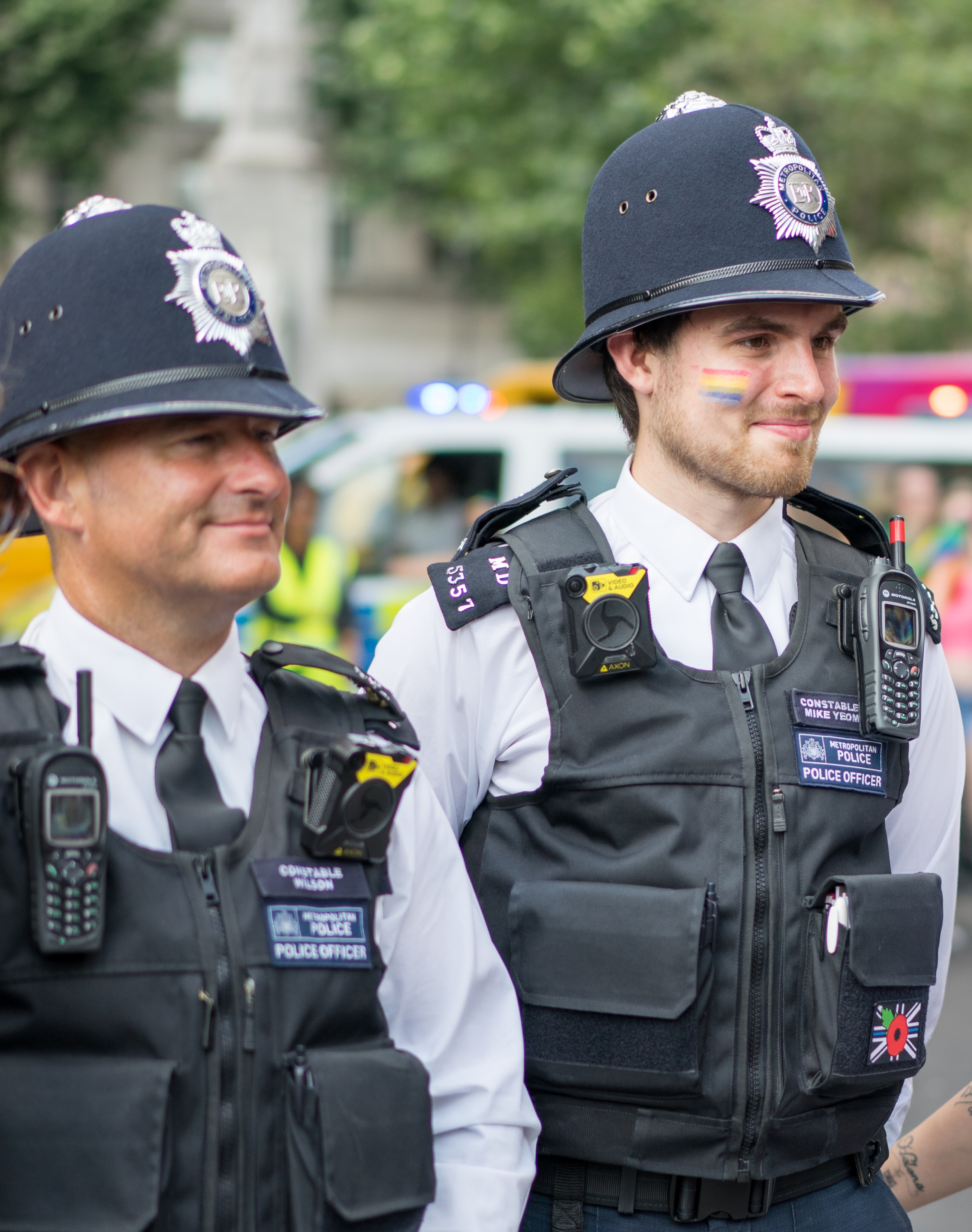
2019年のプライドロンドンで、頬にレインボーカラーを描いているロンドンの警察官（右）

2015年6月、ニューヨーク近代美術館はデザインコレクションの一つとしてレインボーフラッグを収蔵した。
同年同月26日、アメリカ合衆国内50州全てで同性結婚を容認する判決がオーバーグフェル対ホッジス裁判において下されたことを記念し、ホワイトハウスがレインボー・フラッグ・カラーでライトアップされた。
2016年7月、Appleが絵文字にレインボー・フラッグ（ 🏳️‍🌈 ）を追加することを発表、同年11月に実装された。

## バリエーション

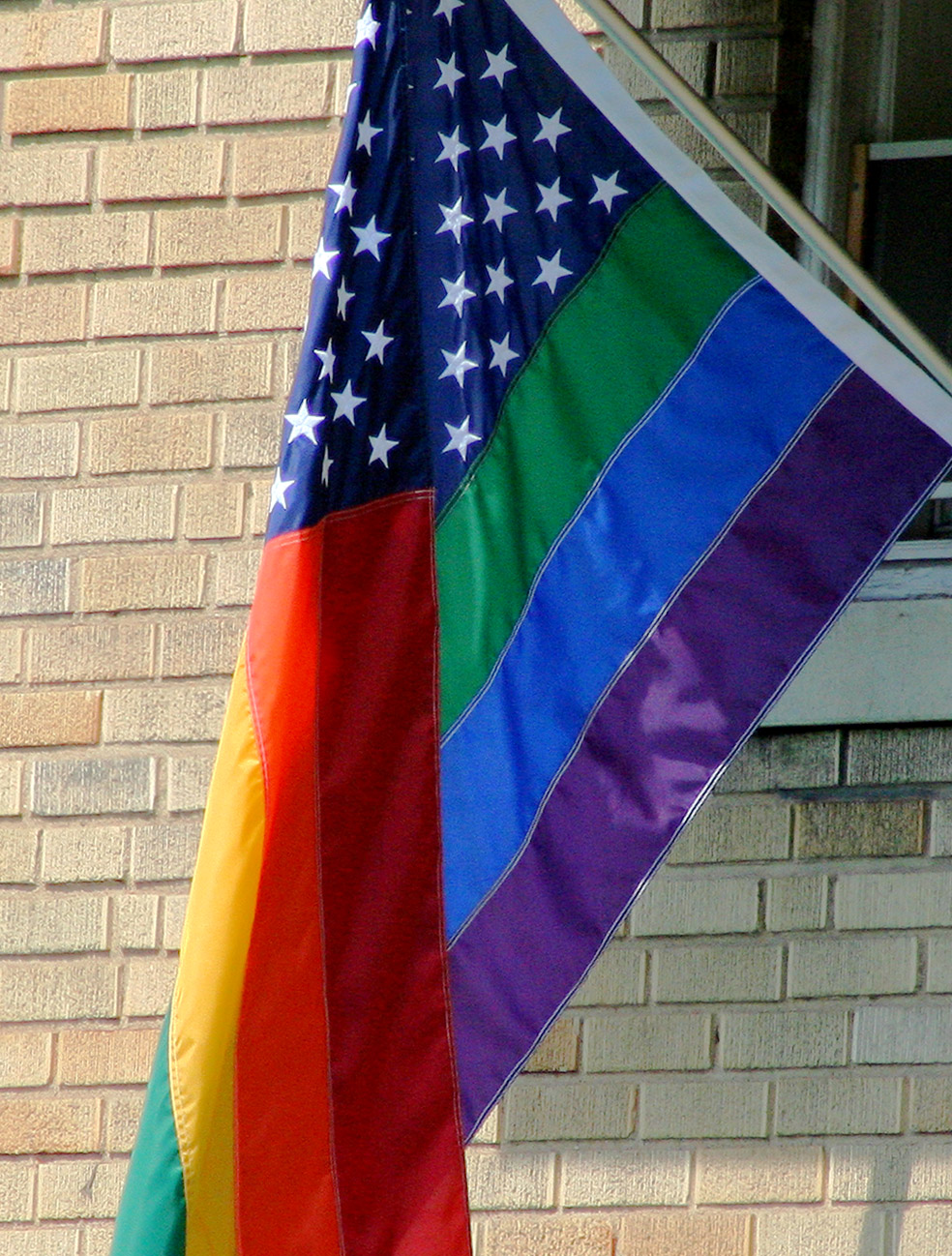
LGBT プライド・カラーのアメリカ合衆国の国旗。

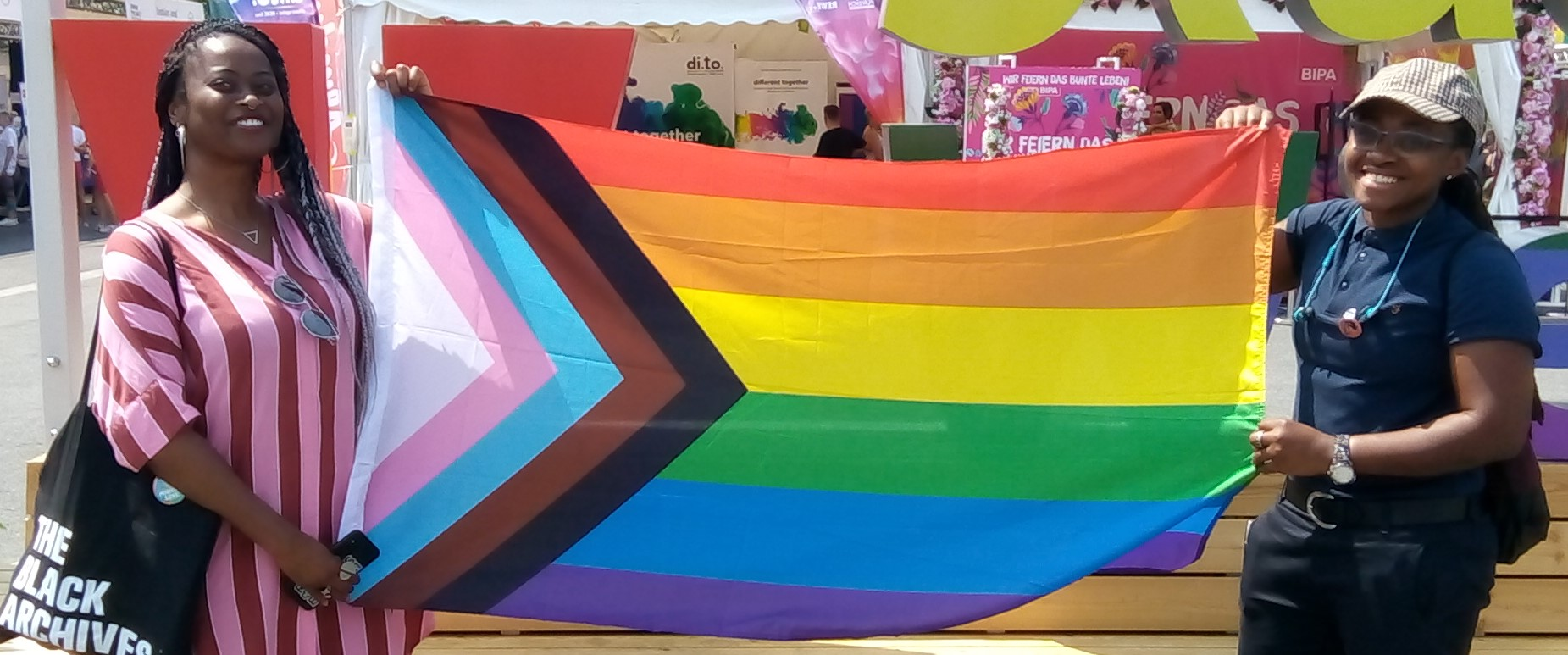
LGBTQ+フラッグ（「プログレス・プライド・フラッグ」とも呼ばれる）。トランス・コミュニティや、ブラック・ライヴズ・マターなどの反人種差別運動に対してより包含的な意匠として、2018年にダニエル・クエーサ―によってデザインされた。2019年のユーロプライドで撮影。

様々なレインボーフラッグの派生版が使われている。比較的知られた例に、ギリシャ語の λ をレインボーフラッグの中央に白抜きしたものや、左上の角にピンク・トライアングルやブラックトライアングルを配置したものがある。AIDS で亡くなった人々を悼み、黒のストライプをレインボーカラーに加えるように、他の色を加えるケースもある。また国や地域の旗に虹の色を用いて同性愛者のシンボルにするケースもある。このバリエーションの一つにアメリカ合衆国の国旗の赤と白のストライプを虹色に変えたものがある。
AIDS 禍が広まり始めた頃に、AIDS の活動家は 6 色のレインボーフラッグの下に黒を追加する "Victory over AIDS" の旗を使い始めた。AIDS によって亡くなったアメリカ軍人の Leonard Matlovich は亡くなる前に、AIDS 克服の治療方法が見つかった際に、黒のストライプをフラッグから外し、燃してほしいと残している。
Pride Family Flag が 2007年にヒューストンで披露された。また様々な国でレインボーフラッグはバリエーションを増やしている。南アフリカでは 2010年に大規模なイベントが開かれた際に同国の国旗とレインボーカラーをミックスした旗を採用した。

## ゲイ・プライドとしてのレインボーカラー

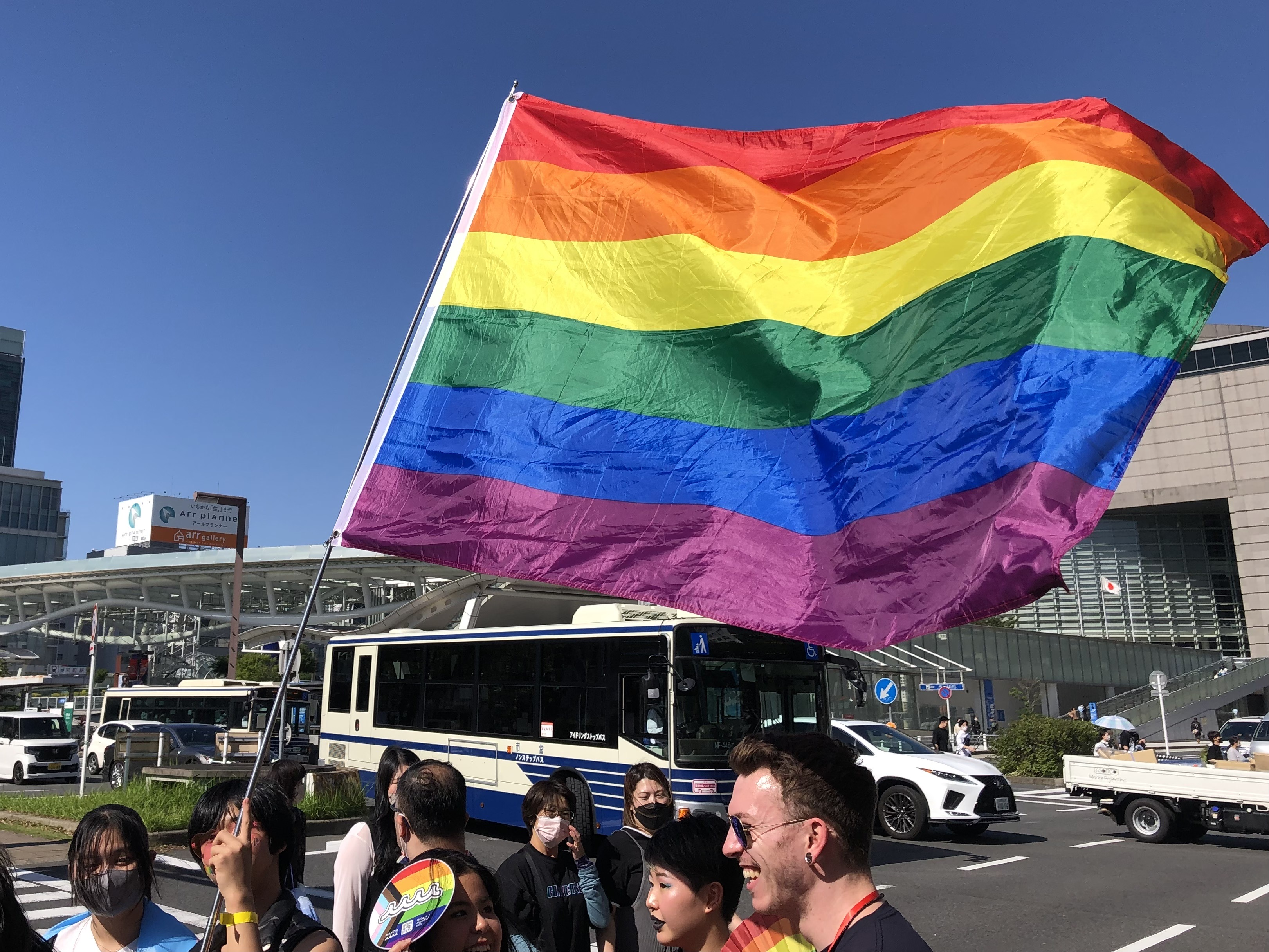
名古屋レインボープライドで掲げられたレインボーフラッグ（2023年6月3日）

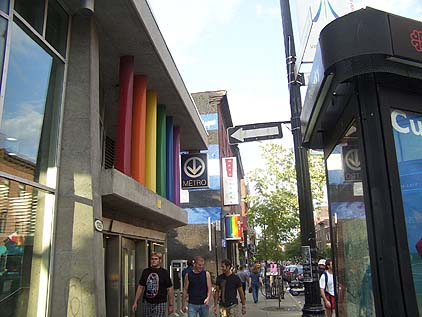
プライド・カラーで彩られたモントリオール地下鉄のボードリー駅。「ゲイ・ヴィレッジ」（あるいは単にヴィレッジ）と呼ばれるゲイタウンの最寄り駅

レインボーフラッグの色は、LGBT のアイデンティティーや連帯の証として、アクセサリや衣服などパーソナルアイテムなどに利用されている。モントリオールのゲイタウンに近いモントリオール地下鉄ボードリー駅は 1999年の改装の際にレインボーカラーの要素をデザインに取り入れた。
またGoogle検索で"LGBT"と検索すると、虹色の画像が現れる。
ニュージーランド国民党の国会議員だったモーリス・ウィリアムソンは、2013年4月に国内での同性婚を認める2013年結婚（結婚の定義）改正法案への投票に際して、地元に虹がかかったことは法案通過の吉兆ではないかと述べ、LGBTの象徴であるレインボーフラッグに言及した。

## モチーフの重複
聖書の宗教の一部の人々からは、レインボーフラッグの使用が聖書の伝統に根ざしたシンボルを再利用しているとの批難がある。
2000年、ハワイのマノアにあるハワイ大学マノア校はスポーツチームの名称を「レインボー・ウォリアーズ」から「ウォリアーズ」に変更し、ロゴから虹の意匠を取り除いた。陸上監督のヒュー・ヨシダはこの変更を学校の陸上プログラムと同性愛を区別するためであると語った。これに対する批判が起きた際に、ヨシダは変更について単にブランドの混乱を避けるためだと語った。大学は各競技のチームに対して "Rainbow Warriors", "Warriors", "Rainbows", "Rainbow Wahine" のなかからチームそれぞれが選択できる許可を出した。

## 関連書籍
- The National Museum & Archive of Lesbian and Gay History (1996). The Gay Almanac. New York City, Berkeley Books. ISBN 0425153002.
- Witt, Lynn, Sherry Thomas & Eric Marcus (1995). Out in All Directions: The Almanac of Gay and Lesbian America. New York, Warner Books. ISBN 0446672378.